# Hermann Bondi
Hermann Bondi   (Viena, 1 de novembre de 1919 - Cambridge, 10 de setembre de 2005)KCB, FRS va ser un matemàtic i cosmòleg anglès. Se'l coneix per desenvolupar la teoria de l'estat estacionari de l'univers amb Fred Hoyle i Thomas Gold com una alternativa a la teoria del big-bang, però el seu llegat més durador serà probablement les seves importants contribucions a la teoria de la relativitat general.